# Останин, Константин Фёдорович
Константин Фёдорович Останин (16 мая 1897 года, Галашино, Костромская губерния, Российская империя — 21 февраля 1972) — бригадир семеноводческого колхоза «3-й решающий год пятилетки» Пучежского района, Ивановская область, Герой Социалистического Труда.

## Биография
Родился в 1897 году в деревне Галашино, Пучежского района Ивановской области, в крестьянской семье. Русский.
В 1920-е годы вступил в сельхозартель, затем колхоз «3-й решающий год пятилетки». С 1930-х годов работал бригадиром. В 1948 году его бригада получила на площади 5 гектаров высокий урожай льна-долгунца 6,3 центнера и семян 6,8 центнеров с гектара.
Указом Президиума Верховного Совета СССР от 12 марта 1949 года за получение высокого урожая льна-долгунца Останину Константину Фёдоровичу присвоено звание Героя Социалистического Труда с вручением ордена Ленина и золотой медали «Серп и Молот».
До 1952 года работал бригадиром полеводческой бригады в том же колхозе, затем в колхозе «Заря коммунизма».
Жил в деревне Галашино, с 1952 года — в городе Городец Нижегородской области. Умер в 1972 году.
Награждён орденом Ленина, медалями.